# NES Classics
NES Classics (även Classic NES Series i USA och Famicom Mini Series i Japan) är en serie spel som lanserades av Nintendo till Game Boy Advance under 2004 och 2005.
Spelen är en återgivning av gamla populära spel till NES och de släpptes som en hyllning till 20-årsjubileet av NES.

## Japan

### Series 1
Den 14 februari 2004 lanserades:
- Super Mario Bros.
- Donkey Kong
- Ice Climber
- Excitebike
- Zelda no Densetsu 1 (The Legend of Zelda)
- Pac-Man
- Xevious
- Mappy
- Bomberman
- Star Soldier

### Series 2
Den 21 maj 2004 lanserades:
- Mario Bros.
- Clu Clu Land
- Balloon Fight
- Wrecking Crew
- Dr. Mario
- Dig Dug
- Takahashi Meijin no Bōkenjima (Adventure Island)
- Makaimura (Ghosts 'n Goblins)
- Twinbee
- Ganbare Goemon! Karakuri Douchuu

### Series 3
Den 10 augusti 2004 lanserades:
- Super Mario Bros. 2 (Super Mario Bros.: The Lost Levels)
- Nazo no Murasame-jō
- Metroid
- Palthena no Kagami (Kid Icarus)
- Link no Bōken (Zelda II: The Adventure of Link)
- Shin Oni Ga Shima
- Famicom Tantei Club: Kieta Kōkeisha
- Famicom Tantei Club Part II: Ushiro ni Tatsu Shōjo
- Akumajō Dracula (Castlevania)
- Gachapon Senshi Scramble Wars (SD Gundam Wars: Gachapon Senshi Scramble Wars)

## Internationellt
Den 9 juli 2004 lanserades:
- Bomberman
- Donkey Kong
- Excitebike
- Ice Climber
- The Legend of Zelda
- Pac-Man
- Super Mario Bros.
- Xevious

Den 7 januari 2005 lanserades:
- Castlevania
- Dr. Mario
- Metroid
- Zelda II: The Adventure of Link